# Kim Dong-jun
Đây là một tên người Triều Tiên, họ là Kim.
Kim Dong-jun (sinh ngày 11 tháng 2 năm 1992) là một nam ca sĩ người Hàn Quốc. Anh là thành viên của nhóm nhạc nam Hàn Quốc gồm 9 người ZE:A (còn gọi là Children of Empire), ra mắt vào 7 tháng 1 năm 2010 với đĩa đơn Mazeltov.
Kim Dong-jun là Maknae (trẻ tuổi nhất) và là hát chính của ban nhạc 9 thành viên.
Nhóm phát hành cùng lúc một video ca nhạc và phim ca nhạc ngắn cho "All Day Long" trong đó Kim Dong-jun đóng vai chính.
Kim Dong-jun từng xuất hiện trên Let's Go Dream Team Season 2 với tư cách thành viên Dream Team. (chương trình thực tế Hàn Quốc).
Kim Dong-jun giành 2 huy chương vàng trong Idol Athletes Chuseok Special vào 27 tháng 8 năm 2011 trong nội dung 100m nam và 110m rào cảng cho thần tượng.
Trong suốt quá trình xuất hiện trên Dream Team 2, KwangHee thành viên của ZE:A cũng tham gia chương trình đời sống thực tế mang lại sự nổi tiếng cho SNSD.
Sau khi nhóm ZE:A hết hợp đồng với công ty Star Empire Entertainment vào tháng 1 năm 2017, các thành viên của nhóm ZE:A tuy không cùng về "đầu quân" cho 1 công ty giải trí khác nhưng vẫn có khả năng nhóm sẽ tái hợp trong tương lai.
Dongjun chính thức rời khỏi công ty Star Empire Entertaiment và kí hợp đồng với công ty Gold Moon Entertainment vào ngày 21 tháng 6 năm 2017. Anh kí hợp đồng với công ty mới sau gần nửa năm hợp đồng với công ty cũ hết hạn bởi vì dành tâm huyết cho bộ phim "Still Loving You" nên chưa đưa ra quyết định cuối cùng. Anh bắt đầu hoạt động solo và cho ra mắt mini album đầu tiên "Alone" vào ngày 6 tháng 11 năm 2019.

## Tiểu sử
Kim Dong-jun sinh ra ở Busan, Hàn Quốc vào 11 tháng 2 năm 1992. Kim Dong-jun có một người anh trai lớn tên là Dong-hyeon. Anh ra mắt công chúng dưới công ty giải trí Star Empire Entertainment vào tháng 1 năm 2010 cùng với ZE:A.

## Sở thích
Kim Dong-jun đề cập rằng anh thích tập thể thao. Anh từng biểu diễn thể dục dụng cụ.
Phương châm khuyến khích và yêu thích nhất của anh là "Không có gì là không thể."

## Hoạt động nghệ thuật

### Phim điện ảnh
| Năm  | Tên phim         | Vai diễn | Ghi chú |
| ---- | ---------------- | -------- | ------- |
| 2011 | Little Girl K    |          | [ 5 ]   |
| 2012 | Sát thủ máu lạnh |          |         |
| 2014 | Aftermath        |          | [ 6 ]   |

### Phim truyền hình
| Năm  | Kênh | Tên phim                    | Vai diễn         | Ghi chú                     |
| ---- | ---- | --------------------------- | ---------------- | --------------------------- |
| 2010 | SBS  | Prosecutor Princess         |                  | Cameo                       |
| 2011 | KBS2 | Crossing the Youngdo Bridge |                  | [ 7 ]                       |
| 2013 | KBS2 | The Fugitive of Joseon      |                  |                             |
| 2014 | KBS  | Climb The Sky Walls         |                  | [ 8 ]                       |
| 2016 | KBS2 | My Lawyer, Mr. Joe          |                  | [ 9 ] [ 10 ] [ 11 ]         |
| 2016 | KBS1 | Still Loving You            |                  | [ 12 ] [ 13 ] [ 14 ] [ 15 ] |
| 2017 | OCN  | Black                       |                  | [ 16 ] [ 17 ]               |
| 2018 | tvN  | About Time                  |                  | [ 18 ] [ 19 ]               |
| 2019 | JTBC | Chief Of Staff              |                  | [ 20 ] [ 21 ]               |
| 2019 | JTBC | Chief Of Staff 2            |                  | [ 22 ] [ 23 ]               |
| 2020 | JTBC | More Than Friends           |                  | [ 24 ] [ 25 ] [ 26 ]        |
| 2021 | SBS  | Triều Tiên khu ma sư        | Byeo-ri          |                             |
| 2023 | KBS2 | Korea-Khitan War            | Cao Ly Hiển Tông |                             |

### Chương trình thực tế
Running man (SBS): 192, 193, 194, 236, 513, 546
Luật Rừng - The law of jungle (SBS): Borneo

## Giải thưởng
2010
- Tân binh GomTV của tháng - Tháng 2
- Đĩa đơn tiếng Nhật của ZE:A xếp vị trí No.2 trên bảng xếp hạng hằng ngày Oricon
- Album đĩa đơn mới nhất của họ có tiêu đề "Love Letter/My Only Wish," phát hành vào 21 tháng 12, đạt vị trí thứ hai trên bảng xếp hạng hằng ngày Oricon
- Họ ký hợp đồng với công ty giải trí Nhật Bản IMX vào tháng 7 để quản bá sự nghiệp của họ tại đó và đạt vị trí No. 3 trên bảng xếp hạng hằng ngày Oricon với album tiếng Nhật đầu tiên "ZE:A!" và bán hết vé lưu diễn trên quốc gia.